# Rog – Wenn Liebe krankhaft wird
Rog – Wenn Liebe krankhaft wird, Hindi रोग Rog, deutsch ‚Krankheit‘, ist ein indischer Filmthriller aus dem Jahr 2005. Die Hauptrollen spielten Irrfan Khan und das südafrikanische Model Ilene Hamann. Regie führte Mahesh Bhatt, seine Tochter Pooja Bhatt war Produzentin.

## Handlung
Der indische Polizeiinspektor Uday Singh Rathod ist ein brillianter Kriminalermittler, leidet aber an suizidgefährdenenden Depressionen und Schlaflosigkeit. Vom Deputy Commisioner Kumar wird ihm ein neuer Fall übertragen, der auch politisch Wellen schlägt und zum Druck des Innenministers auf Kumar führt. In Mumbai ist das Supermodel Maya Solomon ermordet worden. Beim Liebesspiel gestört wurde sie durch ein Klingeln an die Haustür gelockt und ihr mit einer Schrottfintenpistole ins Gesicht geschossen. Der Commisioner überträgt den Fall an Uday und gibt ihm sechs Tage Zeit zur Lösung. Als Uday den Tatort untersucht, ist er sogleich von Mayas Schönheit in den Bann genommen, als er ein Porträt von ihr im Bikini sieht.
Als ersten Zeugen verhört Uday den bekannten Journalisten Harsh Bhatt, der ihm nicht nur vorab seine schriftliche Aussage überreicht, sondern ihm anbietet bei dem Fall zu helfen. Er weist sie auf Shyamoli Varma hin, Mayas Tante, die pikanterweise eine sexuelle Beziehung mit Mayas Freund Ali Ahmed Khan hat. Ali behauptet, er habe Maya nächste Woche heiraten wollen, doch Harsh behauptet das Gegenteil, tatsächlich habe sie seinen Antrag abgelehnt. Bei einem Essen mit Uday erzählt er ihm über seine Verbindung zu Maya:
Harsh begegnete Maya vor fünf Jahren und war derjenige, der ihr vorschlug Model zu werden. Sie kletterte die Leiter des Erfolgs sehr schnell hoch. Harsh erzählt, dass sich zwischen den beiden eine enge Beziehung entwickelte, die allerdings keine romantische wurde, wenngleich Harsh Angst hatte, dass sich Maya von ihm abwenden könne. Schließlich traf sie den Millionär und Frauenheld Ali Ahmed Khan, der sie zu umwerben begann. Harsh begann in Alis Leben herumzuwühlen, um Maya von Ali zu lösen, doch glaubte sie Harsh zunächst nicht, als dieser ihr von einer Affäre Alis mit ihrer Kollegin Neena erzählte. Doch Harsh bewies ihr, dass  Ali auch eine Affäre mit ihrer Tante Shyamaoli hat. Daraufhin wollte sich Maya mit Neena aussprechen, lehnte aber Harshs Hilfe ab, da sie die Dinge allein klären wolle. Wenige Tage später war Maya tot. Harsh seinerseits begreift, dass er in Maya verliebt war.
Uday ist ergriffen von seiner Schilderung, während ihm Mayas Gesicht nicht mehr aus dem Kopf geht. Er beginnt sich in die Tote zu verlieben und hängt eine Kopie ihres Bikini-Bildes in seiner Wohnung auf. Er besucht ihr Grab, begibt sich verbotenerweise in ihr Haus, liest ihre Tagebücher und schläft auf ihrem Kissen. Eines Nachts trifft Uday in Mayas Haus auf Harsh, der erklärt, er wolle Dinge aus dem Haus holen, die ihm gehören. Harsh erkennt, dass Uday sich „an Maya angesteckt habe“. Uday wirft Harsh aus dem Haus. Nur wenig später rüttelt es an einer Tür, die Uday öffnet. Zu seinem Entsetzen steht plötzlich die totgeglaubte Maya in der Tür.
Als er sich ihr als Polizist vorstellt, behauptet Maya, dass sie in ihrem Strandhaus war und weder Zeitungen noch Fernsehen konsumiert hat, weshalb sie keine Ahnung habe, was geschehen ist. Uday erzählt ihr, dass in ihrem Haus ein Mord stattgefunden hat und die Polizei (ohne einen erfolgten DNA-Test) annahm, dass es sich bei der verstümmelten Leiche um Maya handelte, auch da sie deren Kleidung trug. Maya findet in ihrem Haus Dessous, die ihrer Aussage nach ihr nicht  gehören. Uday fragt sie aus, wobei er Schwierigkeiten hat Mayas Schilderungen zu glauben. Maya erzählt, sie habe Ali tatsächlich in der kommenden Woche heiraten wollen, sich aber zu einem viertägigen Aufenthalt in ihr Strandhaus zurückgezogen, um über ihre Beziehung mit Ali nachzudenken. Sie leugnet, dass Ali einen Schlüssel zu ihrer Wohnung hatte – den er aber besaß. Nach Mayas scheinbarer Ermordung war die Polizei an ihrem Strandhaus – wo diese Maya aber nicht antraf. Maya gesteht, dass sie am Tag des Mordes sich mit Neena treffen wollte, der Frau von der Harsh behauptet hat, dass ihr Verlobter Ali mit ihr eine Affäre hatte.
Uday stellt die These auf, dass es sich bei der Toten um Neena handelt und sie von Maya ermordet wurde, als diese in Erfahrung brachte, dass sie von Ali und Neena in ihrem eigenen Haus betrogen wird. Da er seine These nicht belegen kann, verlässt er sie und bittet sie weder das Haus zu verlassen noch irgendjemandem zu erzählen, dass sie noch am Leben ist. Maya erzählt, dass sie sich während ihrer Abwesenheit entschieden hat, Ali nicht zu heiraten.
Auf der Polizeiwache konfrontiert ihn sein Partner Munna mit einem mitgeschnitteten Telefonat, das belegt, das Maya nur kurz nachdem Uday ihr Haus verlassen hat, mit Ali telefoniert hat und die beiden sich treffen wollen. Uday und Munna beobachten das Treffen. Uday verfolgt Ali zu Mayas Strandhaus und stellt Ali, als dieser gerade die mögliche Tatwaffe zückt. Ali erzählt, dass er einen Ersatzschlüssel aus Mayas Büro genommen hat und sich mit Neena in Mayas Haus getroffen hat, wo sie miteinander Sex hatten. Als es an der Tür klingelte, schickte er Neena zur Tür, wo sie erschossen wurde, er selbst floh in Panik. Uday beschlagnahmt die mutmaßliche Tatwaffe und verlässt das Haus. Alle Indizien deuten nun darauf hin, dass Maya den Mord begangen hat. Er hadert mit seinen Gefühlen für sie.
Uday teilt Maya schließlich mit, dass aus Mangel an anderen Beweisen alle Verdächtigungen auf sie fallen und sie für das Verbrechen belangt werden könnte. Uday denkt kurz nach und sagt Maya, dass er sie ungeachtet der Meinung aller für unschuldig hält. Er rät ihr zu fliehen und bietet ihr an, alle Vorkehrungen zu treffen, doch Maya weigert sich zu gehen. Uday deutet ihr gegenüber an, dass er in sie verliebt ist und Maya erwidert seine Gefühle. Er begleitet sie in ihr Haus, wo sie die Nacht miteinander verbringen und Sex haben. Am nächsten Abend kommt Uday ein Verdacht und er erkennt die Identität des tatsächlichen Mörders und eilt zu Mayas Haus.
Der wahre Täter ist Harsh, der es ist nicht ertragen konnte, dass Maya ihn nicht liebte und irrtümlich Neema in ihren Haus erschoss. Nun versucht Harsh erneut Maya zu töten, wird jedoch rechtzeitig von Uday gestoppt und schließlich von Maya in Notwehr mit Udays Dienstwaffe erschossen.

## Produktion
Für die Hauptrolle des Uday engaagierte man den bekannten Schauspieler Irrfan Khan, für die Hauptrolle der Maya Solomon das im Schauspiel bis dahin gänzlich unerfahrene südafrikanische Model Ilene Hamann. Da Hamann kein Hindi sprach, nahm sie Sprachunterricht. Die Dreharbeiten dauerten 40 Tage.

## 'Sex sells'-Werbekampagne
Ein kritischer Aspekt des Films war die Werbekampagne, bei der die Filmemacher auf eine starke Darstellung von Ilene Hamann in freizügigen und lüsternen Posen setzten.
Das indische Filmportal Filmibeat führte 2013 eines der Filmposter, in dem Hamann dürftig bekleidet posierte, als eines der kontroversesten Filmplakate der Geschichte Bollywoods auf.
Marco Cheers, Betreiber des Filmportals Molodezhnaja.ch bewertete den Film als irreführend, da die freizügige Werbekampagne über die dürftige Umsetzung von erotischen und freizügigen Szenen im Film hinwegtäuschte. Das indische Nachrichtenportal Rediff.com kritisierte, dass Hamann letztlich nur als „eine exotische Schönheit [...] die bereit ist, ihre Kleider fallen zu lassen“ im Film fungiere.
Letztlich machte die Werbung trotz des Misserfolgs des Films Ilene Hamann über Nacht zum Sexsymbol. Rediff.com nahm Hamann in eine Liste von Schauspielerinnen auf, die durch die Filme der Bhatts über Nacht in Indien zum Sexsymbol und Pin-Up-Girls wurden. In der Liste finden sich neben Hamann Schauspielerinnen wie Bipasha Basu, Jacqueline Fernandez, Udita Goswami, Esha Gupta, Sunny Leone, Lisa Ray, Mallika Sherawat und Preity Zinta. Im Gegensatz zu diesen startete Ilene Hamann keine Filmschauspielkarriere, Rog blieb ihr einziger Film.

## Veröffentlichung
Der Film kam am 7. Januar 2005 in die Kinos. Gemessen an den Erwartungen, die der Film durch die Werbekampagne erfuhr, war er ein finanzielles Desaster und konnte mit einem Einspielergebnis von 3,23 Millionen Rupien das verwendete Budget von 3,5 Millionen Rupien (2005 rund 60.000 Euro) nicht wieder einspielen.

## Kritiken
„Die Bhatt-Formel ist simpel: Man nehme einen Schauspieler (Irrfan Khan), der seine Sache gut macht, und eine exotische Schönheit (das südafrikanische Model Ilene Hamann), die bereit ist, ihre Kleider fallen zu lassen, man nehme einen beschwingten Soundtrack, der sich von Film zu Film immer ähnlicher anhört, und baue eine Handlung um ein düsteres Motiv und ein verstecktes Verbrechen. Und dann hat man Rog, der natürlich der Hollywood-Klassiker Laura (1944) ist, getarnt als eine Kreation der Bhatts.“ – Rediff.com, 2012
Harish Kotian bewertete für Rediff.com den Film zwar negativ, lobte aber die Schauspielleistung der Hauptdarsteller. Während Irrfan Khan erneut eine Meisterleistung zeige, fand er auch lobende Worte für Ilene Hamann, angesichts dessen, dass „sie in einem fremden Land spielt, in einer Sprache, die sie nicht spricht, und ohne vorherige Schauspielerfahrung. Und obwohl sie in Rog nicht synchronisiert wurde, fällt das nicht auf.“